# Bombardeio do abrigo de Amiriyah
O bombardeio do abrigo de Amiriyah foi um bombardeio aéreo que matou entre 400 e 1.500 civis em 13 de fevereiro de 1991 durante a Guerra do Golfo Pérsico, quando um abrigo antiaéreo no bairro de Amiriyah em Bagdá, Iraque, foi destruído pela Força Aérea dos Estados Unidos (USAF) com duas "bombas inteligentes" guiadas a laser GBU-27 Paveway III. Foi caracterizado como um crime de guerra.
Os Estados Unidos visaram o abrigo de Amiriyah. O Departamento de Defesa dos Estados Unidos afirmou que "sabia que a instalação [Amiriyah] havia sido usada como um abrigo de defesa civil durante a Guerra Irã-Iraque", enquanto os militares estadunidenses afirmaram acreditar que o local não era mais um abrigo de defesa civil e que pensavam que havia sido convertido em um centro de comando ou um bunker militar. A Human Rights Watch afirmou que "o fracasso dos Estados Unidos em dar tal aviso antes de prosseguir com o ataque desastroso ao abrigo [Amiriyah] foi uma grave violação das leis de guerra".

## Antecedentes
O abrigo de Amiriyah foi utilizado na Guerra Irã-Iraque e na Guerra do Golfo Pérsico por centenas de civis. De acordo com os militares estadunidenses, o abrigo em Amiriyah foi alvo porque se encaixava no perfil de um centro de comando militar; sinais eletrônicos foram relatados como provenientes do local, e satélites espiões observaram pessoas e veículos entrando e saindo do abrigo.
Charles E. Allen, oficial de inteligência nacional para alerta da CIA, apoiou a seleção de alvos de bombas durante a Guerra do Golfo Pérsico. Ele coordenou a inteligência com o coronel John Warden, que chefiou a célula de planejamento da Força Aérea dos Estados Unidos conhecida como "Checkmate". Em 10 de fevereiro de 1991, Allen apresentou sua estimativa ao Coronel Warden de que o abrigo público número 25 no subúrbio de Amiriyah, no sudoeste de Bagdá, havia se tornado um posto de comando alternativo e não mostrava sinais de ser usado como abrigo antiaéreo civil. No entanto, a Human Rights Watch observou em 1991: "Agora está bem estabelecido, por meio de entrevistas com residentes da vizinhança, que a estrutura [Amiriyah] foi claramente marcada como um abrigo público e foi usada durante a guerra aérea por um grande número de civis".
Um ex-general da Força Aérea dos Estados Unidos que trabalhou como "oficial sênior de seleção de alvos da Força Aérea Real Saudita", uma "fonte impecável" de acordo com Robert Fisk, disse após o bombardeio que "[Richard I.] Neal falou sobre camuflagem no telhado do bunker. Mas não acredito que qualquer um dos bunkers ao redor de Bagdá tenha camuflagem. Dizem que havia arame farpado lá, mas isso é normal em Bagdá... Não há uma única alma nas forças armadas americanas que acredita que este era um bunker de comando e controle... Pensávamos que era um bunker de pessoal militar. Presume-se que qualquer bunker militar tenha alguns civis nele. Atacamos bunkers onde presumimos que haja mulheres e crianças que são membros das famílias de militares que são permitidos nos bunkers militares".
Fotos de satélite e interceptações eletrônicas indicando esse uso alternativo como um centro de comando e controle foram consideradas circunstanciais e pouco convincentes para o Brigadeiro-General Buster Glosson, que tinha a responsabilidade primária pela seleção de alvos. Glosson comentou que a avaliação não "vale merda nenhuma". Em 11 de fevereiro, o abrigo número 25 foi adicionado ao plano de ataque da USAF.

## Bombardeio
Às 04h30 da manhã de 13 de fevereiro, dois bombardeiros furtivos F-117 lançaram cada um uma bomba guiada a laser GBU-27 de 910 kg (2.000 lb) no abrigo. A primeira bomba cortou 3 metros (10 pés) de concreto armado antes que um detonador temporizado explodisse. Minutos depois, a segunda bomba seguiu o caminho aberto pela primeira. Os moradores do bairro ouviram gritos quando as pessoas tentavam sair do abrigo. Elas gritaram durante quatro minutos. Depois que a segunda bomba caiu, os gritos cessaram.

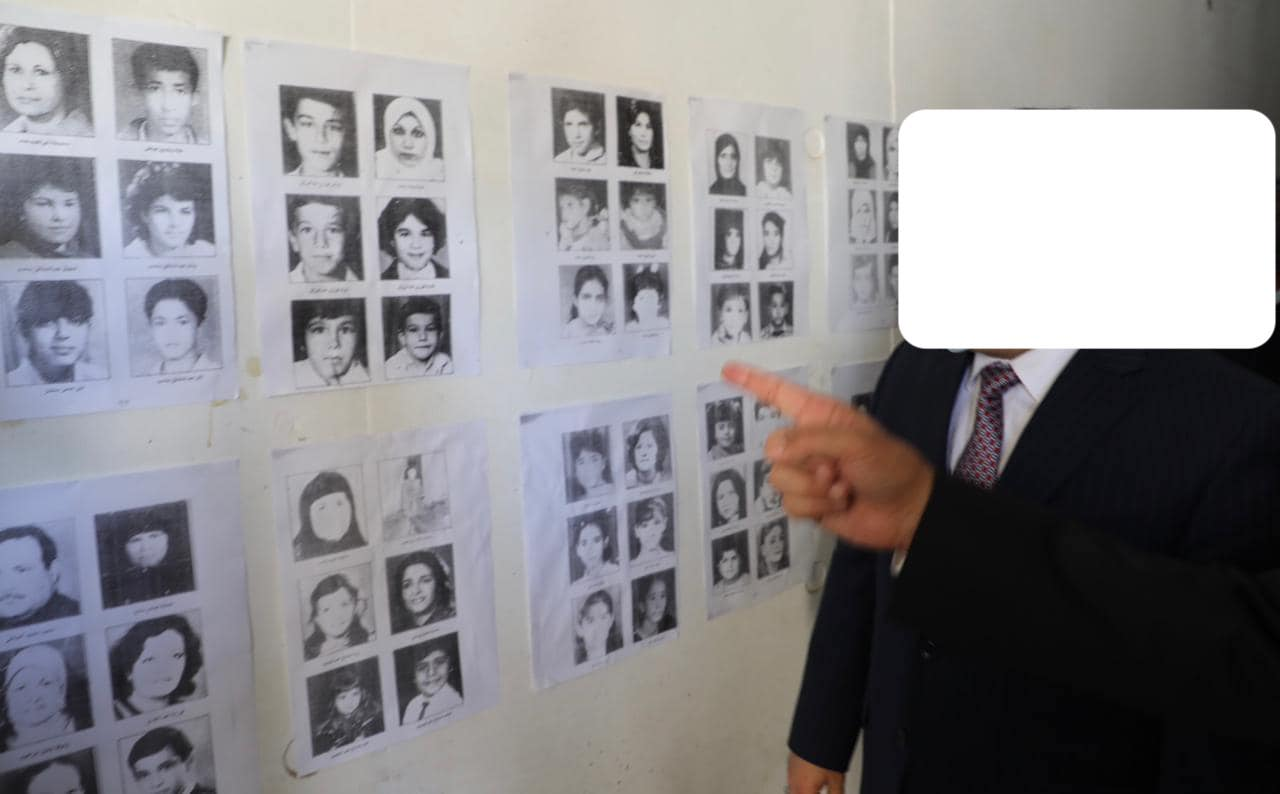
Fotografias de jovens vítimas do bombardeio

No momento do bombardeio, centenas de civis iraquianos, a maioria mulheres e crianças, estavam abrigados no prédio; muitos estavam dormindo. Mais de 1.500 pessoas foram mortas; relatórios sobre números precisos variam, e o livro de registro foi incinerado na explosão. As pessoas que ficaram no nível superior foram incineradas pelo calor, enquanto a água fervente da caixa d'água do abrigo foi responsável pelo restante das mortes. Nem todos os mortos morreram imediatamente; marcas de mão pretas e incineradas de algumas vítimas permaneceram fundidas ao teto de concreto do abrigo. A explosão enviou estilhaços para os edifícios circundantes, destruindo janelas de vidro e estilhaçando suas fundações.

## Reações
Muitos governos estrangeiros responderam ao bombardeio em Amiriyah com luto, indignação e pedidos de investigações. A Jordânia declarou luto de três dias. Os partidos governistas argelino e sudanês condenaram o bombardeio como um "paroxismo de terror e barbárie" e um "massacre hediondo e sangrento", respectivamente. A Jordânia e a Espanha pediram uma investigação internacional sobre o bombardeio, e a Espanha instou os estadunidenses a afastarem seus ataques do próprio Iraque e se concentrarem no Kuwait ocupado.

## Legado

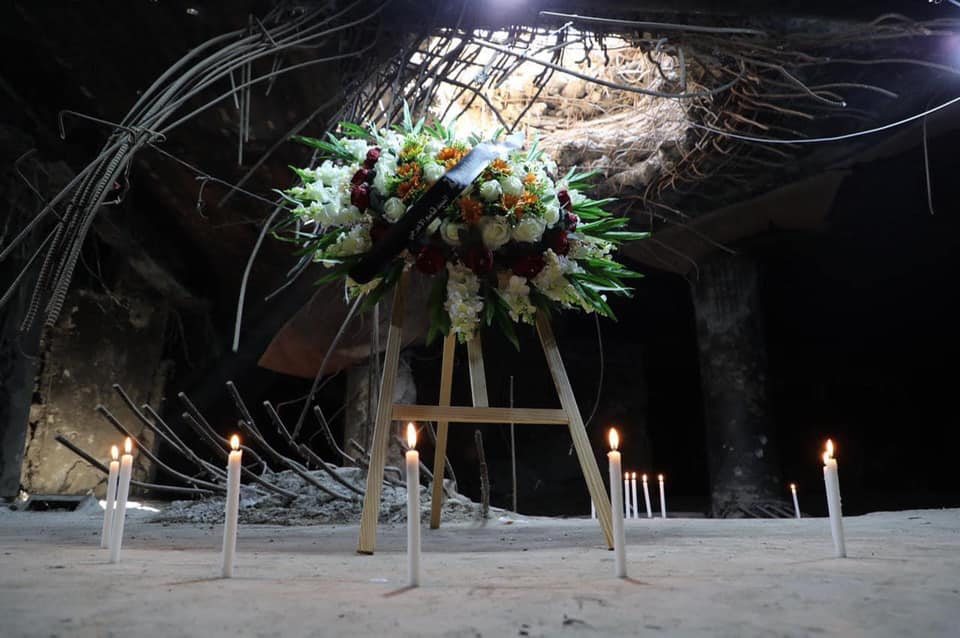
Velas acesas perto do orifício de entrada da bomba em fevereiro de 2021, recordando o 30.º aniversário do bombardeio.

### Memorial
Atualmente, o abrigo é mantido como estava após a explosão, como um memorial aos que morreram dentro dele, com fotos dos falecidos. De acordo com os relatos dos visitantes, Umm Greyda, uma mulher que perdeu oito filhos no ataque, mudou-se para o abrigo para ajudar a criar o memorial e servir como guia principal.

### Debate subsequente
Jeremy Bowen, correspondente da BBC, foi um dos primeiros repórteres a chegar ao local. Bowen teve acesso ao local e não encontrou nenhuma evidência de uso militar.
A Casa Branca, em um relatório intitulado Apparatus of Lies: Crafting Tragedy, afirma que fontes de inteligência estadunidense relataram que o abrigo estava sendo usado para fins de comando militar. O relatório continua acusando o governo iraquiano de manter deliberadamente "civis selecionados" em uma instalação militar em Amiriyah.
De acordo com o Jane's Information Group, os sinais de inteligência observados no abrigo eram de uma antena aérea conectada a um centro de comunicações a cerca de 270 metros (300 jardas) de distância.

### Legalidade
Sete famílias iraquianas que vivem na Bélgica e que perderam parentes no bombardeio abriram um processo contra o ex-presidente George H. W. Bush, o ex-secretário de Defesa Dick Cheney, o ex-chefe do Estado-Maior Conjunto Colin Powell e o general Norman Schwarzkopf por terem cometido o que afirmam ter sido crimes de guerra no bombardeio de 1991. A ação foi instaurada sob as garantias de jurisdição universal da Bélgica em março de 2003, mas foi indeferida em setembro, após sua restrição a cidadãos e residentes belgas em agosto de 2003.

## Nota
- Este artigo foi inicialmente traduzido, total ou parcialmente, do artigo da Wikipédia em inglês cujo título é «Amiriyah shelter bombing».